# Барнетт, Коррелли
Ко́ррелли Ду́глас Ба́рнет (англ. Correlli Douglas Barnett; 28 июня 1927 — 10 июля 2022) — английский военный историк, автор работ по истории экономики, специализировавшийся по послевоенному промышленному спаду Великобритании. Член Королевского общества литературы.

## Личная жизнь
Барнетт родился в Норбери, сын Дугласа и Кэтлин Барнет. Он обучался в колледже Whitgift School в г. Кройдон и затем в Эксетерском колледже Оксфорда, который окончил с отличием и учёной степенью по современной истории со специализацией в военной истории и теории войны, завоевав степень магистра искусств Оксбриджа в 1954 году. В 1950 году Барнетт женился на Рут Мёрби. У них родились 2 дочери.
Скончался 10 июля 2022 года.

## Работа

### Военная история
Барнетт работал консультантом по истории и был автором документального телесериала BBC The Great War (1963-64). Он участвовал в написании множества статей в различных газетах с выступлением против Иракской войны 2003 г..
Он является автором книги «Генералы пустыни» (англ. The Desert Generals), в которой развенчал культ британского фельдмаршала Бернарда Монтгомери и оценил его роль в отставке предшествующих ему командиров во время Североафриканской кампании. В их числе были Ричард О’Коннор, который изгнал итальянцев из Киренаики в конце 1940 года и фельдмаршал Клод Окинлек (автором назван «Победителем Эль-Аламейна»), который остановил наступление немецкого генерала Роммеля в первом сражении при Эль-Аламейне, но был отстранен от должности за свои труды Черчиллем. Барнет отметил, что Монтгомери пользовался большим перевесом сил и средств во время второй битвы при Эль-Аламейне и описал его как «эмоционального калеку», дополнив в последующих изданиях свидетельствами из «богатой детализации» биографии Монтгомери под авторством Найджела Гамильтона.
Он также опубликовал книгу Великобритания и её армия в 1509—1970 гг., которая как исследование сочетает в себе политические, социальные и военные аспекты и охватывает историю Великобритании, начиная с конца Средневековья до 2-й половины XX века.
В ряде своих работ (Пустыня генералов, Оруженосцы) Барнет изображает Вооружённые силы Великобритании как заскорузлые по традиции (например, кавалерийские полки якобы неохотно воспринимаются как боеспособный аналог танковых войск) и в технологическом плане отстающие даже от Германии. В частности, он имеет в виду британские танки в пустыне во время североафриканской кампании и участие Великого флота Джона Джеллико в Ютландском сражении в 1916 году.
В своей книге Бонапарт (1978), он принимает более критический взгляд о Наполеоне Бонапарте чем обычно, изображает его бандитом Средиземноморья, раздающим короны и почести дружкам и членам его кровавой семьи, и подчёркивает, что многие из его самых знаменитых успехов были основаны на блефе и везении. Например, случайный приезд генерала Луи Дезе во время битвы при Маренго.

### Трилогия «Гордость и падение»
Гордость и падение Барнета состоит из: Крах британской силы; Аудит войны: иллюзии и реальность британцев как великой нации; Забытые победы: британские мечты, британские реалии 1945-50; и Вердикт миру: Великобритания между её прошлым и будущим.
Аудит войны — это самая известная работа Барнета. В общем, он описывает последовательное сокращение британских сил на протяжении XIX века, объясняемое им изменением значения правящей элиты Великобритании с конца XVIII века. Это значение было основано на евангельском и нонконформистском христианстве. Барнет утверждает, что государственные деятели XVIII века были людьми «жесткого ума и жесткой воли», считавшие «национальные силы основой национальной независимости; коммерческое богатство средством к власти, и войну средством для всех трёх».
Далее, они утверждали «естественным и неизбежным, что страны должны участвовать в непрерывной борьбе за выживание, процветание и преобладание». Британский национальный характер, по утверждению Барнета, претерпел глубокую нравственную революцию в XIX веке, что сильно повлияло на внешнюю политику Великобритании; внешняя политика теперь будет проводиться в почитании высоких этических стандартов, а не в «целесообразном и оппортунистическом преследовании интересов Англии».
Он был подвергнут критике за то, что слишком негативно относится к военным усилиям Великобритании, а также за его акцент на производственную неэффективность в свете общего участия Великобритании в победе союзников во Второй мировой войне.

## Политика
В интервью в 1996 году Барнет заявил свои убеждения. В частности, о том, что будущее Великобритании лежит форме федеративной Европы, включая утверждение об европейской единой валюте. Он критиковал евроскептиков как «эмоциональных идеалистов с ностальгией по утраченному прошлому».
В Зрителе от 1998 года Барнет критиковал RAND Corporation за их «наивную веру в то, что технологии могут решить любую человеческую проблему», ссылаясь на свою поддержку теории революции в военных делах от англ. Revolution in Military Affairs. Супротив этому, Барнет утверждал, что «Теория войны» Карла Клаузевица как продолжение политики по-прежнему остаётся актуальной, давая такие примеры, как кампания ирландской республиканской армии («классическая демонстрация современных принципов Клаузевица в действии») и Югославия, «где НАТО вела холодную войну, которая начиналась снова и снова, если вмешательство военной силы прекращалось». Барнетт заявил, что мир в будущем будет продолжать быть «ареной соперничества и сложного прямого столкновения интересов, а не 'миром порядка' или 'мировым сообществом', и что человек группы, занимающийся таким соперничеством, будет время от времени прибегать к силе в качестве инструмента своей политики». Барнет завершил статью, утверждая, что ООН была «дорогим вымыслом либерального выдавать желаемое за действительное».
Как военный историк, Барнетт часто писал о различных современных конфликтах с участием Великобритании. Он поддерживал британскую попытку вернуть Фолклендские (Мальвинские) острова в результате Фолклендской войны 1982 года. А также был против участия Великобритании в Косовской войне 1999 года, утверждая, что Югославия была «суверенным государством, которое не совершало никакой агрессии за пределами своих границ, [военные действия против неё] являются нарушением Устава ООН и Североатлантического договора». Далее, 30 марта 1999 года он утверждал, что военный курс оправдал свою первоначальную позицию по «жестокой продуманной политике НАТО, основанной на эмоциях и упрощенном морализаторстве…В частности, НАТО возложило ответственность на косоваров, как объектов свой заботы, на их настоящее бедствие». Позднее, в том же году Барнет вернулся к теме, заявив, что 80-дневную кампания воздушных ударов по сербским силам продемонстрировала, «что авиация является неуклюжим средством политического принуждения» и «что Босния должна служить предупреждением для нас не запутаться в Косово, и что если мы не запутаемся, то мы хотели бы сохранить наши шеи от беды — которую мы имели».
В начале августа 2002 года Барнет в Дейли Телеграф выступил против американского плана вторжения в Ирак, отвергая претензии, что антивоенная позиция была эквивалентна политике умиротворения Адольфа Гитлера в 1930 годы. Он утверждал, что в то время как нацистская Германия нарушал баланс сил международных отношений в Европе, Ирак Саддама Хусейна не представлял угрозы для региона. Кроме того, он утверждал, что данное мнение вытекает из того, что «было бы нарушением международного права, чтобы напасть на суверенное государство, члена ООН, который в настоящее время не виновен во внешней агрессии; и, что выполнение такого нападения может привести к длительным и непредвиденным неблагоприятным военным и политическим последствиям».
В декабре этого года Барнет утверждал, что в свете решения британского правительства чтобы США использовали базы в Великобритании для противоракетной обороны США («Звёздные войны Mk II»), Великобритания «безусловно, должна повторно рассмотреть вопрос о полезности „особых отношений“ с Америкой в настоящей степени близости».
В январе 2003 года Барнет написал о том, что тесные отношения Великобритании с США поставили Великобританию «в большую опасность от исламистского терроризма вместо того, чтобы оградить от него. Если мы присоединимся к нападению на Ирак, как союзник США, то существующая угроза только обостриться».
После уничтожения иракской армии силами коалиции, Барнет утверждал, что те, «кто предсказал длительную аморальную борьбу на улицах оказались не правы» и что он не верит тому, что Саддам Хусейн «будет так глуп, чтобы развернуть Республиканскую гвардию Ирака и быть разбитым в открытом бою превосходящими силами США». Однако, Барнет рассматривал войну как угрозу «основ настоящего мирового порядка суверенных государств. Мы должны помнить, что ООН была создана для предотвращения трансграничной агрессии в стиле 1930-х годов». Он также утверждал, что причиной войны стало наступательное вооружение таких государств как Иран и КНДР. Барнет, написав в августе 2003 года, что его прогнозы относительно последствий войны сбылись, добавил, что «некоторые из нас видят в событиях лета 2002 года предупреждение о том, что нападение на Ирак имело цель увязать Ирак в военно-политический беспорядок». В сентябре того же года Барнетт сравнил войну в Ираке с Суэцким кризисом 1956 года.
В декабре 2003 года Барнет опубликовал статью в Зрителе, в которой утверждал, что мнение о том, что Аль-Кайда выиграла «войну с террором» ошибочно, поскольку «вы не можете по логике вести войну против явления, а только против конкретного врага… Америка борется не против 'терроризма', а против конкретной террористической сети Аль-Кайда». Барнет утверждал также, что террористические организации «действуют исключительно в рациональных целях», отвечая идеям Клаузевица. Он утверждал, что вторжение в Ирак и Афганистан было ошибочно в том, что они «выявили уязвимые места американских флангов к усилению партизанской атаки как классический случай стратегическое перенапряжения», и что режим Саддама Хусейна не был связан с «Аль-Каидой». Он утверждает, что контингент США в Ираке должен быть заменен войсками ООН от мусульманских государств для снижения недовольства и «изоляции повстанцев». Для того, чтобы победить «Аль-Каиду», утверждал Барнетт, США должны «признать, что борьба с террористами, существует для спецназа, таких как SAS, для сотрудников полиции или жандармерии (или подготовленных войск в роли жандармермов) и, прежде всего, для хорошей работы разведывательных служб (в лучшем случае, внедрение шпионов внутрь ячеек Аль-Каиди), но не для работы тяжеловесной высокотехнолоческой огневой мощи».
После публикации расследования лорда Хаттона в начале 2004 года Барнет написал, что его «выводы, представленные на запрос и опубликованные в Интернете, полностью расходятся с большим количеством документальных доказательств и свидетельских показаний», ссылаясь на претензии лорда Хаттона о том, что утечка имени Дэвида Келли «не была бесчестным поступком или закулисной игрой», когда Даунинг-стрит и Министерство обороны Великобритании «строило заговор». Кроме того, Барнет утверждал, что его «решение является таким несбалансированным в своем обращении с ВВС и Даунинг-стрит и Министерством обороны, что это мнение никому не нужно», кроме возможности пойти путём Тони Блэру — «сбежать» от расследования «или не он принял решение воевать с ложными проспектами ценных бумаг».
Равный по значимости Барнету, военный историк Сэр Джон Киган хотел знать, почему те, кто против война в Ираке хотят, чтобы Саддам Хусейн остался у власти. На это ответил Барнет, что «Америка, Великобритания, Ближний Восток и остальной мир был бы куда лучше в условиях мира и стабильности, если Саддам был в его Ираке, таком же, каким он был с 1991 по 2003 годы». Он пояснил, что состояние иракского народа, находящегося под властью Саддама Хусейна «не имеет никакого отношения» к неиракцам; во-вторых, он утверждал, что Саддам Хусейн «не представляет никакой международной опасности, так как он понес большие потери во время войны в Персидском заливе 1991 года. Он не обладал оружием массового поражения…и он был предметом пристального англо-американского надзора в „неполётных зонах Ирака“»; в-третьих, «Саддам представляет собой весьма компетентного союзника в так называемой „войне против глобального террора“» из-за своей оппозиции Аль-Каиде.
В течение парламентских выборов в Великобритании (2005) Барнет утверждает, что Буш, Джордж Уокер и его друзья «были сосредоточены на свержении Саддама Хусейна в погоне за идеологическую миссию преобразования Ближнего Востока в демократию» перед тем как Буш пришёл к власти в январе 2001 года и что террористические акты 11 сентября 2001 года «просто предоставили им удобно прикрытие [для этого]». Барнет сделал заключение, что Блэр был «совершенно недостойным нашего доверия. Это центральный факт этих выборов, и мы должны голосовать соответственно».
В конце сентября 2005 года Барнет утверждал, что «‘спастись бегством’ [из Ирака] действительно будет моральным и храбрым поступком, что и нужно сделать», поскольку «нынешняя стратегия не в состоянии производить ожидаемых результатов, а, наоборот, создает все больше трудностей и опасностей, но конечный результат остается все всякого сомнения». Барнет отметил, что Блэр, в отличие от своего предшественника, Эттли Клемента, и его вывода войск из Индии и Палестины, утверждая, что ни одна британская жизнь не была потеряна в них.
В течение второй ливанской войны в середине 2006 года, Барнет писал, это была "чудовищно непропорциональная война — "на похищение двух израильских солдат следует ущерб, нанесенный Израилем Хезболле. Он утверждает, что Израиль «родился из террористической борьбы в 1945-48 годах против Великобритании» и из «арабского недовольства израильской гегемонией…, полномочий Хамаса и Хезболлы, так как они идут по пути терроризма. Первыми, кто наметил этот путь были лехи и иргуны в 1940-е годах».
Самой любимой войной Барета из всех является польско-тевтонского война которая, как он считает, представляет лучшие модели для эффективного и этически оправданного конфликта. Его самый любимый фильм — Замужем за мафией.

## Достижения
Барнет был стипендиатом колледжа Черчилля и с 1977 по 1995 годы был смотрителем Архивного центра Черчилля. Он был стипендиатом Королевского литературного общества и Королевского исторического общества. С 1973 по 1985 годы он был членом Совета Королевского института объединенных служб по вопросам обороны и безопасности исследования. Он был удостоен звания командора Ордена Британской империи.

## Влияние
Из всех Правительств Великобритании только правительство Маргарет Тэтчер находилось под влиянием работ Барнета. Сэр Джозеф Кейт, министр образования 1981—1986 годы, восхищается работой Барнета о борьбе с деловой культурой в области образования и в интервью с Энтони Силдоном он провозгласил: «Я сторонник Корелли Барнет». Найджел Лоусон, министр финансов 1983—1989 годы, также цитирует обзор Барнета в области образования как влиятельный источник, в частности Аудит войны. В 1995 году, когда Майкл Хезелтайн стал заместителем премьер-министра Великобритании в Правительстве Джона Мейджора, он представил каждому члену Правительства копии книги Барнета Потерянная победа. Комментарий Барнета, что «нападение на Иран фактически стало началом третьей мировой войны» был упомянут Ноамом Хомским в его эссе «Опаснее хищника может быть только раненый».

## Книги
- The Hump Organisation (1957)
- The Channel Tunnel (with Humphrey Slater, 1958)
- The Desert Generals (Kimber, 1960)
- The Swordbearers: Supreme Command in the First World War (Eyre & Spottiswoode, 1963). A study of Moltke, Jellicoe, Pétain and Ludendorff.
- The Battle of El Alamein (Macmillan, 1964)
- Britain and Her Army, 1509—1970 (A Lane, 1970)
- The Collapse of British Power (Eyre Methuen, 1972)
- The First Churchill: Marlborough, Soldier and Statesman (Eyre Methuen, 1974). An accompanying television programme was made.
- Strategy and Society (Manchester University Press, 1976)
- Human Factor and British Industrial Decline: An Historical Perspective (Working Together Campaign, 1977)
- Bonaparte (Allen & U, 1978)
- The Great War (Park Lane Press, 1979)
- The Audit of War: The Illusion and Reality of Britain as a Great Nation (Macmillan, 1986)
- Engage the Enemy More Closely: The Royal Navy in the Second World War (W W Norton & Co Inc, 1991)
- The Lost Victory: British Dreams and British Realities, 1945-50 (Macmillan, 1995)
- The Verdict of Peace: Britain between her Yesterday and the Future (Macmillan, 2001)
- Post-conquest Civil Affairs: Comparing War’s End in Iraq and in Germany (Foreign Policy Centre, 2005)
- Pétain (Weidenfeld & Nicolson, forthcoming)

## Список литературы
1. 1 2 3 4  Чешская национальная авторитетная база данных
2. 1 2  Who's who (брит. англ.) — A & C Black, 1849. — ISSN 0083-937X
3. ↑  Correlli Barnett, military historian who was unafraid to make enemies as he dissected Britain’s historical and present status in the world – obituary (англ.) / C. Evans — London: 2022. — ISSN 0307-1235; 1477-3805
4. ↑  elizabethmcwilliams. Correlli [Bill] Barnett 1927–2022 (англ.). Churchill College (18 июля 2022). Дата обращения: 24 июля 2025. Архивировано из оригинала 20 июля 2022 года.
5. ↑  Correlli Barnett, The Collapse of British Power (Pan, 2002), p. 20.
6. ↑  Ibid, p. 24.
7. ↑  Nile Gardiner, 'Forever in the Shadow of Churchill?: Britain and the Memory of World War Two at the End of the Twentieth Century (недоступная ссылка)', Historical Roots of Contemporary International and Regional Issues Occasional Paper Series, January 1997, No. 9, International Security Studies, Yale University, p. 26.
8. ↑  Correlli Barnett, 'Home front, front line Архивная копия от 16 июня 2011 на Wayback Machine', The Spectator, 4 July, 1998.
9. ↑  Correlli Barnett, 'Give us one reason (недоступная ссылка)', The Daily Telegraph, 29 January, 2003.
10. ↑  Correlli Barnett, 'Send in the troops', The Independent, 30 March, 1999.
11. ↑  Correlli Barnett, 'Right of Reply: Correlli Barnett', The Independent, 16 June, 1999.
12. ↑  Correlli Barnett, 'Opposition rests on other grounds Архивировано 29 сентября 2007 года.', The Daily Telegraph, 7 August, 2002.
13. ↑  Correlli Barnett, 'Our permanent interests Архивировано 29 сентября 2007 года.', The Daily Telegraph, 12 December, 2002.
14. ↑  Correlli Barnett, 'US puts us in greater danger', The Daily Telegraph, 26 January, 2003.
15. ↑  Correlli Barnett, 'War on Iraq', The Independent, 13 April, 2003.
16. ↑  Correlli Barnett, 'Hoist upon one’s own petard', The Daily Telegraph, 26 August, 2003.
17. ↑  Correlli Barnett, 'Folly and deceit', The Daily Telegraph, 5 September, 2003.
18. ↑  Correlli Barnett, 'Why al-Qa’eda is winning Архивная копия от 16 июня 2011 на Wayback Machine', The Spectator, 13 December, 2003.
19. ↑  Correlli Barnett, 'Lord Hutton got it wrong', The Independent on Sunday, 1 February, 2004.
20. ↑  Correlli Barnett, 'The reasons why Архивная копия от 15 ноября 2005 на Wayback Machine', The Daily Telegraph, 2 June, 2004.
21. ↑  Correlli Barnett, 'Don’t mention the war', The Independent on Sunday, 24 April, 2005.
22. ↑  Correlli Barnett, 'Cut and run Архивировано 30 сентября 2007 года.', The Independent on Sunday, 25 September, 2005.
23. ↑  Correlli Barnett, 'Shock and awe a savage reply Архивная копия от 6 июня 2010 на Wayback Machine', The Daily Mail, 22 July, 2006.
24. ↑  Correlli Barnett, ' Архивная копия от 11 ноября 2010 на Wayback Machine', The Daily Mail, 13 December, 2008.
25. ↑  Correlli Barnett, '', The Independent, 23 August, 2007.
26. ↑  Andrew Denham and Mark Garnett, Keith Joseph (Acumen, 2002), p. 300.
27. ↑  Nigel Lawson, The View From No. 11: Memoirs of a Tory Radical (Bantam, 1992), p. 607.
28. ↑  Michael Heseltine, Life in the Jungle: My Autobiography (Hodder & Stoughton, 2000), p. 493.
29. ↑  «A Predator Becomes More Dangerous Once Wounded» Архивная копия от 29 сентября 2007 на Wayback Machine by Noam Chomsky.